# Skikt
Skikt är ett studioalbum av Johan Hedin och Harald Pettersson, utgivet på skivbolaget Tongång 1999. Skivan är deras första och enda album tillsammans.

## Låtlista
Där inte annat anges är låtarna skrivna av Johan Hedin och Harald Pettersson.
1. "Den eviga resan"
2. "Solleröpolskan" (trad.)
3. "Glasriket"
4. "Kasnytten"
5. "Törnrosas källare"
6. "Vattenlek"
7. "Alvernas dans" (trad.)
8. "Station fjärran" (Harald Pettersson)
9. "Strömkarlen" (trad.)

## Medverkande musiker
- Johan Hedin – nyckelharpa, moraharpa, fiol, mbira, trumma.[1]
- Harald Pettersson – säckpipa, vevlira, fiol, dragspel, mbira, stråkharpa.[1]